# Espai d'interès natural
Un espai d'interès natural és aquella part del territori, terrestre o marítima, amb unes característiques biològiques, geològiques o paisatgístiques especials que la fan mereixedora d'una especial protecció, atorgada legalment (per Llei o per Decret) pels organismes competents, davant l'acció de l'home.Per això, la gestió d'aquests espais ha de ser especialment acurada per tal de mantenir aquest patrimoni per a les generacions futures.
La Unió Europea va aprovar l'any 1992 la Directiva 92/43/CEE, de 21 de maig, coneguda com a Directiva hàbitats, que ampliava els objectius i l'abast de la Directiva 79/409/CEE, relativa a la conservació de les aus silvestres. Ambdues, són els dos principals instruments de la Unió Europea (UE) per a la conservació del seu patrimoni natural. Així mateix, són el marc legal per a la creació de la xarxa Natura 2000, una xarxa d'espais d'interès natural d'abast europeu orientada a la conservació dels hàbitats i les espècies. La xarxa Natura 2000 defineix dues categories de protecció pròpies de la UE: La Zona d'especial protecció per a les aus(ZEPA) i la Zona d'Especial Conservació (ZEC).
A l’estat espanyol, la declaració i gestió dels espais naturals protegits és una competència autonòmica i cada govern autonòmic crea el seu propi marc jurídic: 
A Catalunya, segurament, La «llei d'espais naturals» (1985) de la Generalitat és la que determina amb més propietat els criteris als quals han de respondre els espais protegits individuals. Aquesta Llei va posar les bases per a la redacció i aprovació (l’any 1992) del «Pla d'Espais d'Interès Natural».[2] Tots els espais inclosos al PEIN passen de forma automàtica a la proposta que s'envia a la Unió Europea per bastir la xarxa Natura 2000.
La mateixa Llei va especificar també les categories que es podien donar, a Catalunya, als anomenats “espais naturals de protecció especial” (ENPE) que són aquells indrets que, a part de figurar al PEIN, reben una declaració individual amb un nivell de protecció superior.

## Categories d'espais naturals de protecció especial
A Catalunya, les categories legalment establertes a la Llei d'espais naturals de 1985 són les següents:
- Parc Nacional
- Parc Natural
- Paratge Natural d’Interès Nacional
- Reserva Natural (Integral o Parcial)

La xarxa valenciana d’Espais Naturals Protegits preveu altres figures de protecció diferents:
- Parc Natural
- Paisatge protegit
- Monument Natural
- Reserva de Fauna
- Microreserva de Flora

A les Illes Balears es classifiquen en les següents figures, segons la llei 5/2005, de 26 de maig, per a la conservació dels espais de rellevància ambiental:
- Parc nacional.
- Parc natural.
- Paratge natural.
- Reserva natural, que pot ser integral o especial.
- Monument natural.
- Paisatge protegit.
- Lloc d'interès científic i microreserva.

## Altres categories d'espais naturals protegits
Paral·lelament, existeixen altres espais d’interès natural protegits a l’empara d'altres Lleis diferents de la Llei d’Espais Naturals. Moltes vegades els espais protegits d'una o altre llista es solapen entre ells de manera total o parcial: 
Les reserves Nacionals de Caça emanen de la legislació que regula l’activitat cinegètica.
La Llei de protecció dels animals de 1988 preveu també la creació d'altres dos figures d'espais naturals protegits: Les reserves naturals de fauna salvatge (RNFS) i els refugis de fauna salvatge.
Els parcs agraris són espais naturals humanitzats que es protegeixen des de la legislació agrícola, per tal preservar i protegir una activitat econòmica tradicional.
Els espais d'interès geològic es van crear (alguns sota la forma de Geoparcs a l’empara la UNESCO) a través d’un conveni signat entre el Departament de Medi Ambient i la Universitat Autònoma de Barcelona.
Alguns espais naturals, com el Parc de Collserola i altres espais naturals gestionats per la Diputació de Barcelona, es van protegir en virtut d’acords presos amb la legislació urbanística.
El Conveni de Ramsar és un tractat internacional per a la conservació i l'ús sostenible de les zones humides,que conté una llista d'espais naturals d'interès natural que haurien de ser protegits pels estats que els proposen. Als Països Catalans hi ha una 30 de llocs Ramsar aprovats.
El catàleg d’arbres monumentals protegeix espècimens concrets d’arbres.

## Cronologia de la xarxa d'espais d'interès natural
A Catalunya
- 1955 Parc Nacional d'Aigüestortes i Estany de Sant Maurici
- 1982 Parc Natural de la Zona Volcànica de la Garrotxa
- 1982 Paratge Natural d'Interès Nacional del Massís del Pedraforca
- 1983 Parc Natural del Cadí-Moixeró
- 1983 Parc Natural del Delta de l'Ebre
- 1983 Parc Natural dels Aiguamolls de l'Empordà
- 1984 Paratge Natural d'Interès Nacional de Poblet
- 1986 Paratge Natural d'Interès Nacional de l'Albera
- 1987 Parc Natural de la Muntanya de Montserrat
- 1987 Parc Natural del Montseny
- 1987 Parc Natural de Sant Llorenç del Munt i l'Obac
- 1987 Reserves Naturals del Delta del Llobregat
- 1998 Parc Natural de Cap de Creus
- 2001 Parc Natural dels Ports
- 2002 Parc Natural de la Serra de Montsant
- 2003 Paratge Natural d'Interès Nacional de Pinya de Rosa
- 2003 Parc Natural de l'Alt Pirineu
- 2010 Parc Natural del Montgrí, les Illes Medes i el Baix Ter
- 2010 Parc Natural de Collserola

Al País Valencià
- L'albufera de València